# Pierre Bergé

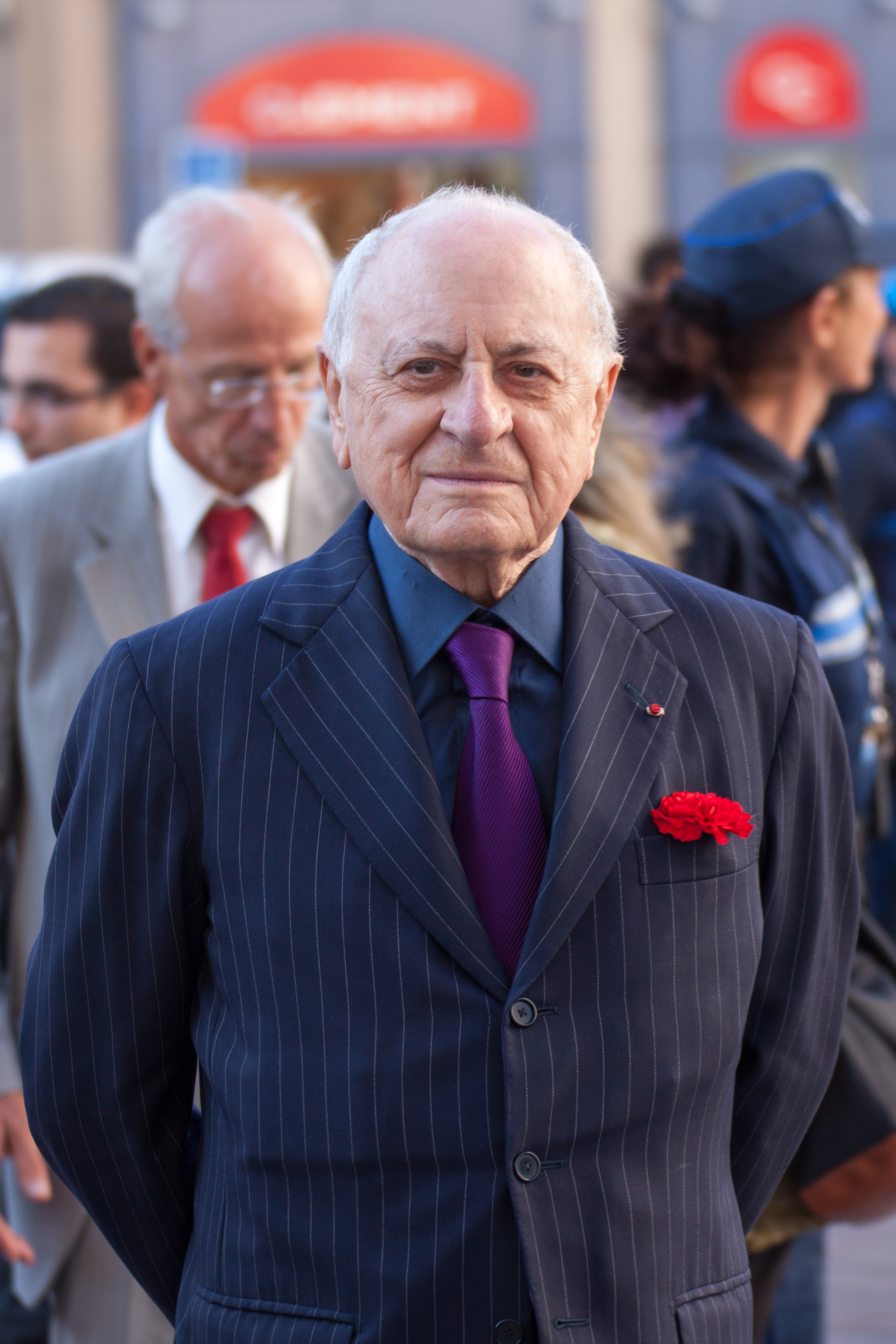
Pierre Bergé

Pierre Bergé (Saint-Pierre-d'Oléron, 14 november 1930 – Saint-Rémy-de-Provence, 8 september 2017) was een Frans ondernemer, mecenas, actievoerder en schrijver.

## Levensloop
Pierre Vital Georges Bergé was een zoon van Christiane (overleden toen ze 107 was), onderwijzeres in een montessorischool. Zijn vader was belastingontvanger. Het gezin ging wonen in La Rochelle. Hij liep school in het Lyceum Fromentin. Gepassioneerd door natuurwetenschappen werd hij, pas vijftien, secretaris van de plaatselijke Société des sciences naturelles. Hij nam geen deel aan het concours voor het baccalaureaat.
Op zijn achttiende trok hij op 18 oktober 1948 naar Parijs, met de ambitie journalist of schrijver te worden. Hij wandelde die dag op de Champs-Élysées, toen de dichter Jacques Prévert net voor zijn voeten uit een dakvenster viel. 
Bergé werd boekhandelaar en kwam in contact met Pierre MacOrlan, Jean Cocteau (van wie hij de auteursrechten erfde), Louis Aragon, Albert Camus, Jean-Paul Sartre en André Breton. 
In 1950 ontmoette hij de schilder Bernard Buffet die zijn minnaar werd en wiens manager hij gedurende acht jaar was. Hij was ook nauw bevriend met Jean Giono, over wie hij een biografie wilde schrijven.
Gewetensbezwaarde toen hij negentien was, stichtte hij een krant, Patrie mondiale, samen met wereldburger Garry Davis. Het avontuur stopte na het tweede nummer.
In 2011 werd zijn fortuin geschat op 120 miljoen euro en in 2016 op 180 miljoen euro.
In maart 2017 trouwde hij met zijn vriend, de Amerikaanse landschapsarchitect Madison Cox, vicevoorzitter van de Stichting Pierre Bergé – Yves Saint Laurent.
Bergé was vanaf 2009 al ziek, hij leed aan de spierziekte myopathie.

## Yves Saint Laurent
In 1958 verliet hij Buffet en ging een liefdesrelatie aan met Yves Saint Laurent, die een halve eeuw zou duren. Vanaf 1960 nam hij de verantwoordelijkheid op zich voor de carrière van Saint Laurent, die aanvankelijk bij Christian Dior in dienst was, maar daar werd afgedankt. Samen met Bergé stichtte hij zijn eigen onderneming.
In Atlanta vond Bergé in J. Mack Robinson een gulle investeerder voor het couturehuis Yves Saint Laurent. Vanaf 1966 diversifieerde zich de activiteit met Saint Laurent rive gauche, luxe prêt-à-porter, ontworpen door Yves Saint Laurent, maar industrieel geproduceerd en verkocht binnen een netwerk van kledingzaken.
Binnen de onderneming bestuurde Bergé met ijzeren hand. Hoewel hij zich als links bestempelde, weerde hij vakbonden en ondernemingsraden en was hij streng op het personeel, dat hij tevreden hield met ruime premies. Hij was tevens  agressief en bereid tot processen onder meer als het ging om namaak.
In 1974 werd hij voorzitter van de Syndicale kamer van couturiers en modeontwerpers en in 1986 stichtte hij het Institut français de la mode, waarvan hij ononderbroken de voorzitter bleef.
In 1994 werd hij tot 3 miljoen Franse frank boete veroordeeld wegens voorkennis bij Beursverrichtingen (in beroep verminderd tot 1 miljoen frank). Hij had namelijk aandelen van Yves Saint Laurent verkocht, net voor er ongunstige resultaten zouden worden gepubliceerd.
In 2002 sloot het huis Yves Saint Laurent en Bergé organiseerde de liquidatie.
Kort voor de dood van Yves Saint Laurent sloot het koppel een samenlevingscontract af en werden ze elkaars wettige erfgenaam.
Pierre Bergé werd voorzitter van de in 2004 opgerichte Stichting Pierre Bergé – Yves Saint Laurent, met als doelstellingen het oeuvre van Yves Saint Laurent te bewaren, het organiseren van exposities en het steunen van culturele en educatieve activiteiten.

## Andere activiteiten

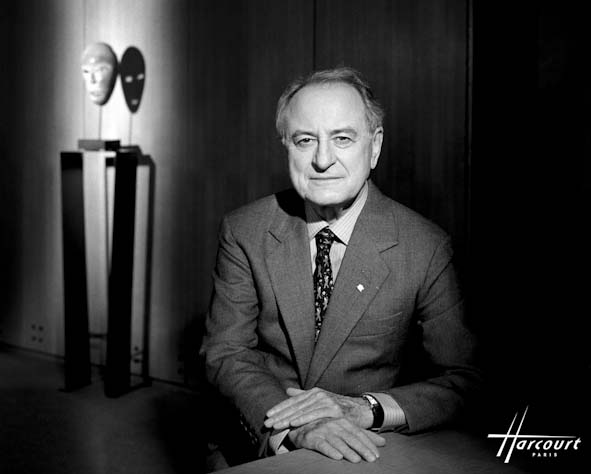
Pierre Bergé in 1998.

Als groot toneel- en operaliefhebber kocht Bergé in 1977 het 'Théâtre de l’Athénée', dat hij leidde tot in 1982 om het toen aan de Franse staat over te maken. Van 1988 tot 1994 was hij voorzitter van de Franse nationale opera Bastille.
In 2000 werd hij afgevaardigde bestuurder van de luxebrasserie Prunier en in 2001 stichtte hij een veilingenvennootschap onder de naam Maison Pierre Bergé et associés, met een succursale in Brussel.
In 2004 werd hij voorzitter van het Comité Pierre MacOrlan, exclusief houder van de auteursrechten van deze schrijver.
In 2010, na voornaamste financier te zijn geweest voor het renoveren van het Maison Cocteau in Milly-la-Forêt, werd hij voorzitter van het Comité Cocteau. In 2011 zette hij de restauratie in van het huis van Émile Zola in Médan, en creëerde er een Musée Dreyfus. Hij was voorzitter van de Association Maison Zola – Musée Dreyfus.

## Politiek
Bergé, die zichzelf steeds als 'links' heeft omschreven, sloot in 1984 vriendschap met François Mitterrand. Hij werd later voorzitter van de Vrienden van het Instituut François-Mitterrand.
In 1995, steunde hij Jacques Chirac bij de presidentsverkiezingen. In 2001 en 2008 steunde hij de socialist Bertrand Delanoë bij de gemeenteraadsverkiezingen in Parijs. In 2007 steunde hij (ook financieel) Ségolène Royal bij de presidentsverkiezingen. In 2011 steunde hij haar bij de socialistische voorverkiezingen.
In 2009 steunde hij Vincent Peillon en zijn stroming L'Espoir à gauche en zijn Rassemblement social, écologique et démocrate binnen de Parti socialiste.
In januari 2017 deelde hij mee dat hij steun verleende aan de presidentskandidaat Emmanuel Macron.

## Maatschappelijke actie
In 2009 beschuldigde hij het Téléthon een parasiet van de vrijgevigheid van de Fransen te zijn.
In 2012 verklaarde hij zich voorstander van het homohuwelijk, van adoptie door homoparen, van medisch geassisteerde zwangerschap en van 'zwangerschap op bestelling'. 
In 2013 verklaarde hij zich voorstander van het afschaffen van christelijke officiële feestdagen.

## Pers en media
Sinds de jaren 1980 was Bergé actief in de media.
In 1987 lanceerde hij het magazine Globe, als steun voor president François Mitterrand. Dit werd in 1993, Globe Hebdo, maar wegens opgestapelde verliezen, hield het tijdschrift er in 1994 mee op.
In 1990 stichtte hij Courrier international en in 1995 het homoblad Têtu, dat hij steunde tot in 2011. Hij was ook een tijd aandeelhouder van Pink TV, een betalende tv-zender voor homo's.
In juni 2010 nam hij, samen met Xavier Niel en Matthieu Pigasse een meerheidsparticipatie in La Vie-Le Monde en nam, naar aanleiding van een kapitaalsverhoging de controle, ten nadele van de journalisten van Le Monde en de andere aandeelhouders, die verwaterden. Hij werd vervolgens voorzitter van de raad van commissarissen bij de vennootschappen die de krant uitgeven. Een Charte d'éthique et de déontologie werd aan de statuten toegevoegd, die aan de redactie en de journalisten onafhankelijkheid waarborgt ten overstaan van de aandeelhouders.
De 'Charte' belette Bergé niet om af en toe incidenten te veroorzaken. In maart 2011 beklaagde hij zich bij de directie van Le Monde over een artikel gewijd aan François Mitterrand en dat hij veroordeelde als schandalig, weerzinwekkend, gelijk aan een uiterst rechts schotschrift.
Hij beklaagde er zich over dat hij wel mocht betalen maar niets te zeggen had. Wat de journalisten betreft, waren ze volgens hem, in tegenstelling met wat ze beweerden, niet vrij, maar gevangenen van hun ideologieën, hun afrekeningen en hun kwade trouw.
Naar aanleiding van het wetsvoorstel over het homohuwelijk verweet hij in 2013 aan het dagblad een publicitaire pagina te hebben aanvaard vanwege de tegenstanders van het wetsvoorstel en protesteerde hij tegen een artikel van een redacteur die tegen het ontwerp schreef.
In oktober 2013 bracht Bergé stevige kritiek uit op het literaire supplement van Le Monde en vond het supplement van Le Figaro veel beter. De redacteurs van Le Monde zetten zich tegen hem af.
In december 2014 schreef hij dat de literatuurcriticus van Le Monde, Éric Chevillard, een 'stomme lul' (un connard) was. Sommige kranten merkten op dat hij ongestoord medewerkers aan de krant kon uitschelden of bedreigen, aangezien hij de centen bezorgde.

## Sidaction
Als militant voor de homoseksualiteit, werd Bergé voorzitter van de strijd tegen aids. In 1994, nam hij samen met Line Renaud deel aan de stichting van Sidaction, waarvan hij in 1996 voorzitter werd.
Bij de verkoop van de kunstcollectie-Yves Saint Laurent - Pierre Bergé, die 375 miljoen euro opbracht, werd een groot van de opbrengst geschonken aan onderzoek over aids. Het 'Dotatiefonds Pierre-Bergé' schonk vanaf 2009 gedurende vijf jaar elk jaar twee miljoen euro voor hetzelfde doel. 
Verder ondersteunde hij ook Act'Up en SOS Racisme.

## Chinese democratie
Na de manifestaties op het Tian'anmenplein schonk Bergé een Huis van de Chinese Democratie in Parijs voor het herbergen van gevluchte Chinese studenten en ondersteunde hij Yellowbird, de operatie die dissidenten hielp bij het vluchten uit China.

## Mecenaat

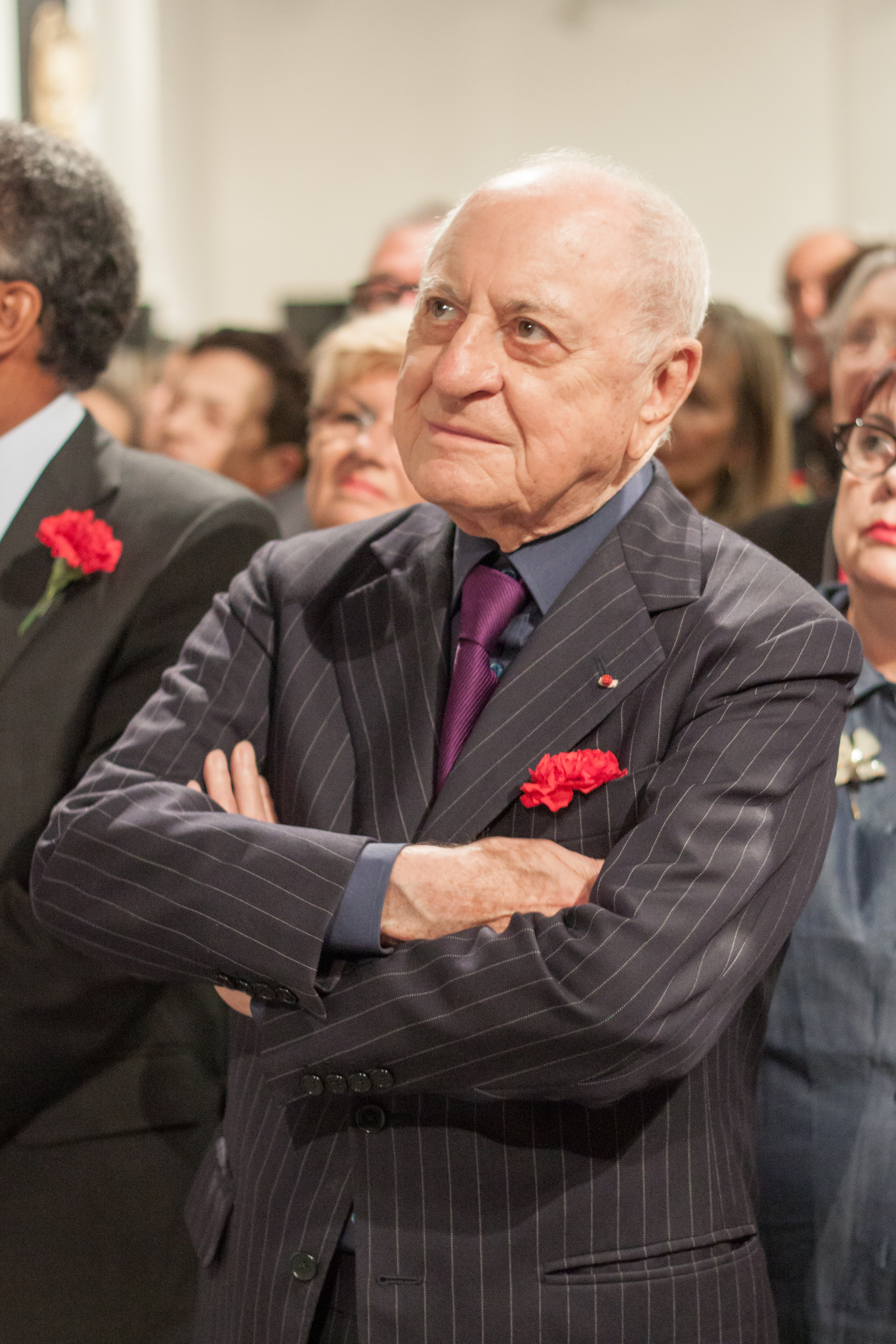
Pierre Bergé in 2012

In 2001 werd Bergé bekroond als Grand Mécène des Arts et de la Culture.
Hij ondersteunde in 1988 de aankoop door het Louvre van het werk Saint Thomas à la pique door Georges de La Tour. In 1998 steunde hij de renovatie van twee zalen in de National Gallery in Londen, die voortaan de namen Yves Saint Laurent en Pierre Bergé dragen. In 2001 financierde hij de renovatie van de historische collecties in het Centre national d'art et de culture Georges-Pompidou alsook de tentoonstelling Picasso Érotique in de Galerie nationale du Jeu de Paume, beiden in Parijs.
Hij werd voorzitter van de Cercle des Amis du Ring, naar aanleiding van de Wagneriaanse Ring in de Opera van Parijs in 2010-2011. 
Hij werd in 1993 goodwill-ambassadeur van de UNESCO.
Hij financierde ook de stichtingen van Danielle Mitterrand en die van de Université d'Avignon et des Pays de Vaucluse.

## Veiling Kunstcollectie Yves Saint Laurent - Pierre Bergé
Pierre Bergé was samen met Yves Saint Laurent eigenaar van een appartement in Parijs, van het château Gabriel bij Deauville (verkocht in 2007), en van de Villa Majorelle met grote tuin in Marrakesh.
Daarbij bezat het koppel een indrukwekkende kunstcollectie met werken van onder meer Francisco Goya, Georges Braque, Cézanne, Matisse en James Ensor.
Na de dood van Yves Saint Laurent op 1 juni 2008, ging Pierre Bergé over tot de verkoop van hun kunstcollectie. Dit gebeurde van 23 tot 25 februari 2009 en bracht 373,5 miljoen euro op. De opbrengst ging naar de Stichting Pierre Bergé - Yves Saint Laurent en naar de strijd tegen aids.
De Chinese regering eiste de teruggave van twee loten: de twee bronzen koppen van een rat en van een konijn, in 1860 gestolen door Franse soldaten in het keizerlijk paleis, tijdens de Tweede Opiumoorlog. Bergé weigerde, maar verklaarde de twee kunstwerken met plezier te zullen schenken indien de Chinese overheid verklaarde de mensenrechten te zullen eerbiedigen, de Tibetanen hun vrijheid zou teruggeven en de dalai lama in China zou toelaten.
In juni 2017 verkocht Bergé zijn collectie zeldzame handschriften en boeken bij Sotheby's.

## Publicaties
- Liberté, j'écris ton nom, Parijs, Grasset, 1991.
- Inventaire Mitterrand, Parijs, Stock, 2001.
- Les jours s'en vont, je demeure, Parijs, Gallimard, 2003.
- Jean Cocteau, Parijs, Gallimard, Albums de la Pleiade, 2006.
- L'Art de la préface, Parijs, Gallimard, 2008.
- Histoire de notre collection, Pierre Bergé-Yves Saint Laurent, samen met Laure Adler, Arles, Actes Sud, 2009.
- Lettres à Yves, Parijs, Gallimard, 2010.
- Yves Saint Laurent, Une passion marocaine, Parijs, Éditions de la Martinière, 2010.
- Saint Laurent rive gauche, la révolution de la mode, met Jéromine Savignon, Parijs, La Martinière, 2011.

In 2008 was hij kandidaat voor de Académie française, meer verloor met zeven stemmen tegen zestien ten voordele van Jean Clair.